# România, cronica eliberării
România, cronica eliberării este un film românesc din 1974 regizat de Dumitru Done, Ion Moscu.